# Kaluga
Kaluga (rusko Калуга, Kaluga) je mesto in upravno središče Kaluške oblasti Ruski federaciji. Mesto stoji ob reki Oki, 150 km jugozahodno od Moskve. Leta 2010 je imelo 324.698 prebivalcev.

## Zgodovina
Kaluga je bila ustanovljena sredi 14. stoletja kot obmejna trdnjava Moskovske velike kneževine. V primarnih virih je bila prvič omenjena leta 1371 kot Koluga. Ime izhaja iz ruske besede kaluga – močvirje, barje. V obdobju tatarskih vpadov je bila del obrambne črte na zahodnem bregu Oke. Malo zahodno od Kaluge se je v jeseni 1480 zgodil veliki zastoj na reku Ugri. V srednjem veku je bila Kaluga majhno naselje v posesti knezov Vorotinskih, ki so prebivali malo jugozahodno od sedanjega mesta.
19. januarja 1777 je mestno gledališče, ki ga je ustanovil generalni guverner M.N. Krečetnikov, ozvorilo prvo gledališko sezono. 
Kaluga je z Moskvo povezana s starodavno cesto, po kateri se je leta 1812 iz Moskve umikala Napoleonova vojska.  Feldmaršal Kutuzov je Francoze  ustavil in jih prisili na beg  po stari Smolenski cesti, ki so jo Rusi med umikov pred Francozi opustošili.
V Carski Rusiji so v Kalugo izgnali več političnih nasprotnikov, med njimi zadnjega kana Krimskega kanata Šahina Geraja (1786), kirgiškega sultana Arigazi Abdul Aziza  (1828), gruzijsko kneginjo Tekle Bagrationi (1834–1835) in avarskega voditelja Imama Šamila (1859–1868).
V drugi svetovni vojni je Kalugo za nekaj časa okupirala nemška vojska med zimskim napadom na Moskvo. Okupacija je trajala od 12. oktobra do 30. decembra 1941. Leta 1944 je Sovjetska zveza vojaške objekte v Kalugi uporabila za interniranje več sto poljskih vojnih ujetnikov, vojakov poljske Domovinske armade, ki so jih ujeli v okolici Vilne.  

## Galerija
- Glavni trg
- Polmanova hiša
- Dramsko gledališče
- Vzhodni obokani vhod v upravno zgradbo
- Oddelek Moskovske državne tehnične univerze
- Kiosk
- Regionalna uprava
- Kaluški trolejbus
- Muzej astronavtike